# Weißenkirchen in der Wachau
Weißenkirchen in der Wachau é um município da Áustria localizado no distrito de Krems-Land, no estado de Baixa Áustria.
No coração do Wachau encontra-se Weißenkirchen, uma pequena aldeia vitivinícola nas margens do Danúbio. Para além das vistas e do ambiente bucólico, em Weißenkirchen podemos visitar a igreja local, de estilo gótico e construída no século XIV, que alberga a escola infantil mais antiga da Áustria.